# Sør-Fron
Sør-Fron là một đô thị ở quận Oppland, Na Uy. Nó là một phần của khu vực truyền thống của Gudbrandsdal. Trung tâm hành chính của đô thị này là làng Hundorp.
Đô thị cũ Fron được chia thành Sør-Fron và Nord-Fron vào năm 1851. Năm 1966, chúng đã được sáp nhập lại với nhau một lần nữa, nhưng đó chỉ kéo dài cho đến năm 1977 lại tách ra.